# Vörådialekt
Vörådialekten (även Vöörosprååtji eller Vöråmålet) är en finlandssvensk dialekt som härstammar från den österbottniska som har sitt ursprung i trakterna kring Vörå i Österbotten.

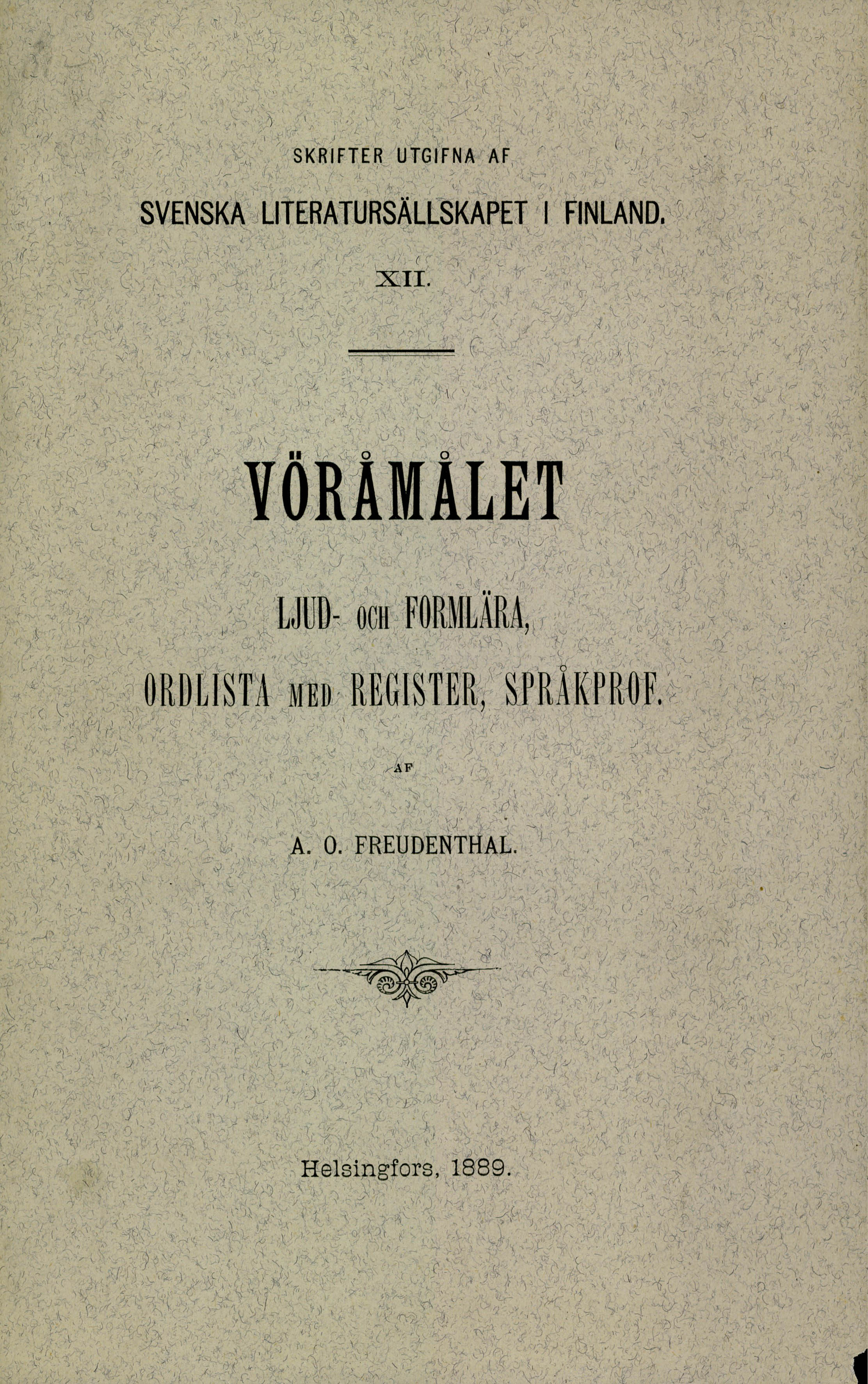
Vöråmålet

Dialekten återfinns i skrift genom klosterbroder Jöns Budde i Nådendal som under 1400-talet använde Vörådialekten. År 1889 gavs skriften Vöråmålet ut med ljud och formlära samt ordlista av Svenska litteratursällskapet i Finland.
I uttalet av vissa ord finns likheter med både gotländska och norska.
Vörådialekten har blivit uppmärksammad i populärkulturella sammanhang i både Finland och Sverige genom humorgruppen Kaj och finlandssvenska musikern Josefin Sirén.